# David Diop (Schriftsteller, 1927)
David Léon Diop (* 9. Juli 1927 in Bordeaux; † 29. August 1960 im Atlantischen Ozean vor Dakar) war ein senegalesischer Dichter französischer Sprache. Er ist nicht zu verwechseln mit David Diop (Schriftsteller, 1966).

## Leben und Werk
David Diop wuchs als Sohn seines senegalesischen Vaters Mamadou Youdé Diop, einem ehemaligen Tirailleur sénégalais, und seiner kamerunischen Mutter Maria Mandessi Bell (1896–1990) im Senegal auf. Der Vater, Verwandter von Léopold Sédar Senghor, starb, als Diop 8 Jahre alt war. Seine Mutter war die Tochter von David Mandessi Bell († 1936) und so Mitglied der einflussreichen Familie Bell aus Douala, der auch die ehemaligen Herrscher der Duala Volksgruppe King Bell und Rudolf Manga Bell angehört hatten.
Diop besuchte Schulen im Senegal und ging 1938 mit der Mutter nach Nîmes, 1943 nach Joinville-le-Pont, von wo er die Schule besuchen konnte, an der Senghor unterrichtete. Ab 1945 wohnte er in Paris und bestand im selben Jahr das Abitur am Lycée Louis-le-Grand. Ab 1946 studierte er in Paris Medizin, erkrankte und schrieb die ersten Gedichte. Er publizierte sie in der Zeitschrift Présence africaine seines Schwagers Alioune Diop (1910–1980), der unter anderem Jean-Paul Sartre und Michel Leiris zu seinen Freunden zählte. David Diop gab sein Medizinstudium aus Gesundheitsgründen auf und studierte Literaturwissenschaft in Grenoble. Nach bestandener Prüfung unterrichtete er ab 1957 am Lycee Maunce Delafosse im Senegal, ab 1958 an der Pädagogischen Hochschule in Kindia im soeben unabhängig gewordenen Guinea unter anderem Sekou Touré. Im Alter von 33 Jahren kam er Ende August 1960 zusammen mit seiner zweiten Frau bei dem Flugzeugunglück des Air France Flugs 343 im Atlantik vor Dakar ums Leben. Seine symbolische Grabstätte liegt auf dem Bel Air Cemetery in Dakar.
Diop war Mitglied der 1957 gegründeten African Party for Independence (PAI).
In seinem schmalen Gedichtband Coups de pilon (deutsch wörtlich: Stöße mit dem Hirsestampfer, englisch übersetzt mit hammer blows = Hammerschläge) drückte David Diop seine Empörung aus über die Ungerechtigkeit der Versklavung und Kolonialisierung Afrikas. Man hat ihn den Majakowski der afrikanischen Revolution genannt.
1963 erschienen die Gedichte auch im Band AP7 der Penguin African Library. Diop beeinflusste Frank Kobina Parkes.

## Werke (Auswahl)
- Coups de pilon. Poèmes. Édition définitive augmentée de huit poèmes retrouvés. Présence africaine, Paris 1973. (zuerst 1956, zahlreiche Auflagen)
  - (englisch) Hammer blows and other writings. Indiana University Press, Bloomington 1973.